# Чашка чая (картина)
«Чашка чая» (англ. The Cup of Tea) — картина американской художницы Мэри Кэссетт, написанная в 1880—1881 годах. В настоящее время картина находится в собрании Метрополитен-музея в Нью-Йорке.
В конце XIX века, Мэри Кэссетт уехала в Париж, чтобы продолжить обучаться живописи. Она училась у Шарля Шаплена, также в то время влияние на её творчество оказала дружба с Эдгаром Дега. По его инициативе художница отправила свои работы на выставку вместе с другими импрессионистами в 1879 году и получила признание за изображение «женских» сюжетов — женщин за чаепитием и вязанием крючком.
Картина была написана в Париже с 1880 по 1881; натурщицей для картины стала сестра художницы Лидия. Ранее Лидия, страдавшая от воспаления почек, приехала из Филадельфии в Париж к сестре. В то время незамужние женщины не жили в одиночестве, но болезнь Лидии прогрессировала, и она не могла переносить поездки. Другие члены семьи переехали в Париж летом 1880 года. В этот период Мэри Кэссетт, в основном, изображала сцены домашнего быта. Лидия была частой героиней её картин вплоть до её смерти в 1882 году. 
Процесс чаепития изображён в традиционной для импрессионистов манере. Этот ритуал был изображён в серии работ, созданных в 1880 году. Для изображения теней были использованы контрастные краски. В 1881 году Кэссетт отправила картину на выставку Импрессионистов, где она получила признание критиков. Увидев картину «Чашка чая» на выставке Импрессионистов, художник Поль Гоген написал: «Мисс Кэссат обладает таким же очарованием, но в ней больше силы». 
Гюстав Жеффруа, французский художественный критик, похвалил картину Кассат в выпуске журнала La Justice за 1881 год. Он утверждает, что вариации розового цвета вместе с струящимся кружевом демонстрируют чувство «игривой» женственности, а отражение света используется, чтобы подчеркнуть одежду. Шарль-Альбер д'Арну, также известный как Берталь, французский иллюстратор, занимает более критическую позицию по отношению к «Чашке чая». В Paris-Journal в апреле 1881 года он пишет, что картина «плохо нарисована и плохо написана» и что «без цвета или моделирования» эта работа «непоследовательна как по тону, так и по форме». Генри Трианон предлагает более неоднозначное мнение в Le Constitutionnel от 24 апреля 1881 года, написав: «Мэри Кассат отдает дань уважения эскизу. Иногда, она почти достигает эффекта картины». 